# Enarthromyces indicus
Enarthromyces indicus är en svampart som beskrevs av Thaxt. 1896. Enarthromyces indicus ingår i släktet Enarthromyces och familjen Laboulbeniaceae.   Inga underarter finns listade i Catalogue of Life.